# Lago George (New York)
Il lago George, noto in inglese come Queen of American Lakes ("regina dei laghi americani"), è un lago oligotrofico lungo e stretto, situato alla base del versante sud-est delle montagne Adirondack, nell'area nord-orientale dello stato di New York, Stati Uniti d'America. Si trova all'interno della regione superiore della Great Appalachian Valley ed è collegato al lago Champlain e al fiume San Lorenzo. Il lago è situato lungo il percorso amerindo naturale tra la valle del fiume Hudson e quella del San Lorenzo, ritrovandosi così sulla rotta terrestre che collega Albany, New York e Montreal, in Canada. Il lago si estende per circa 51,8 km su un asse nord-sud, è abbastanza profondo e presenta una circonferenza variabile da 1,6 a 4,8 km, un ostacolo significativo per viaggiare est-ovest.